# Letnie Igrzyska Olimpijskie 1904

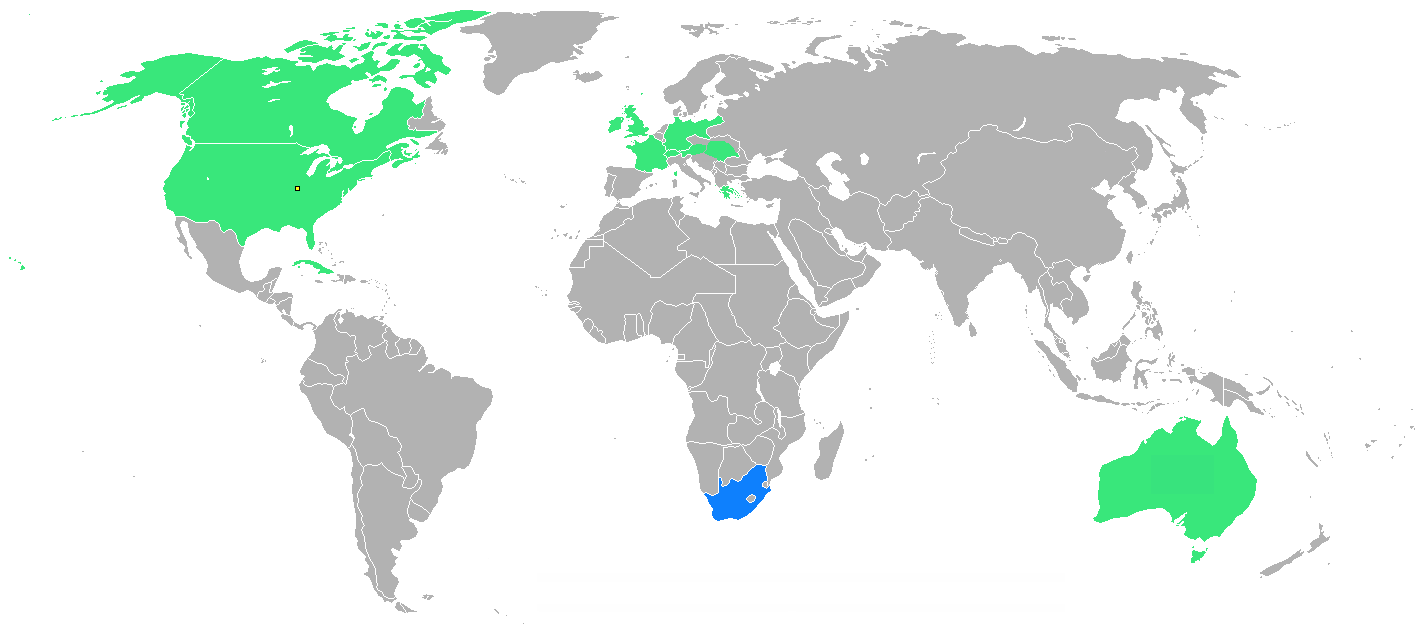
Państwa uczestniczące. Kolorem niebieskim zaznaczono debiutanta igrzysk – Kolonię Przylądkową.

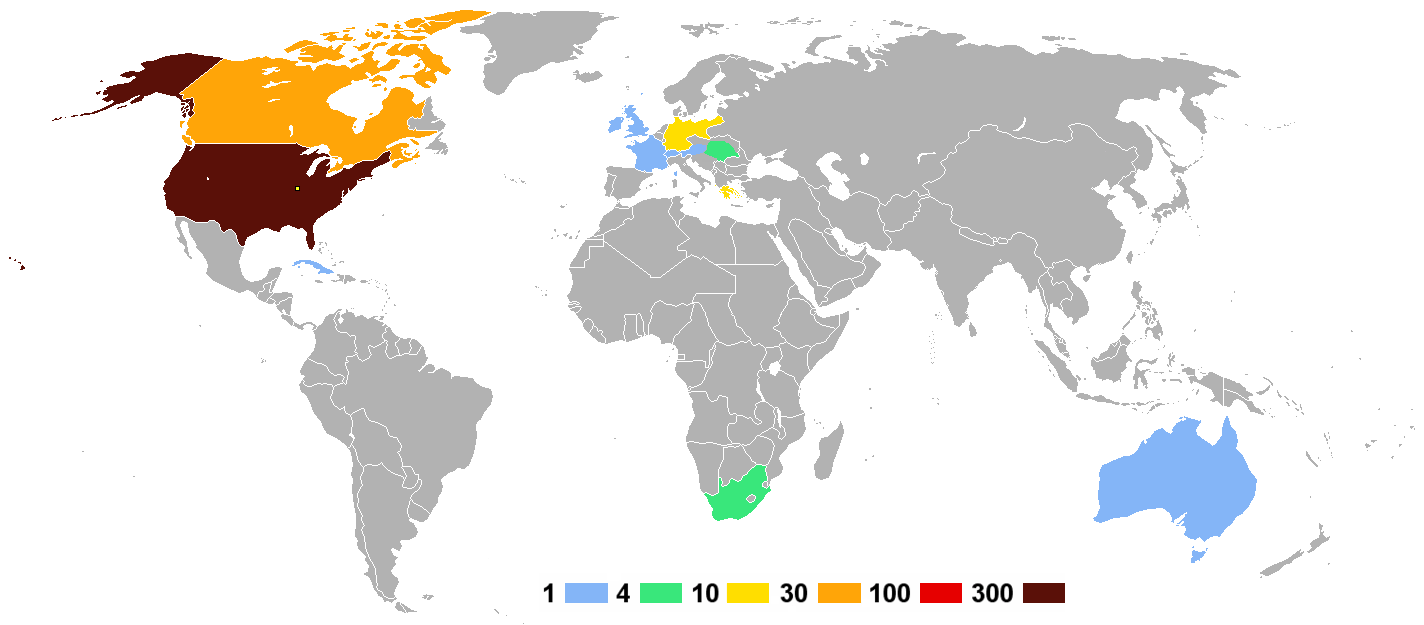
Liczba sportowców z poszczególnych państw.

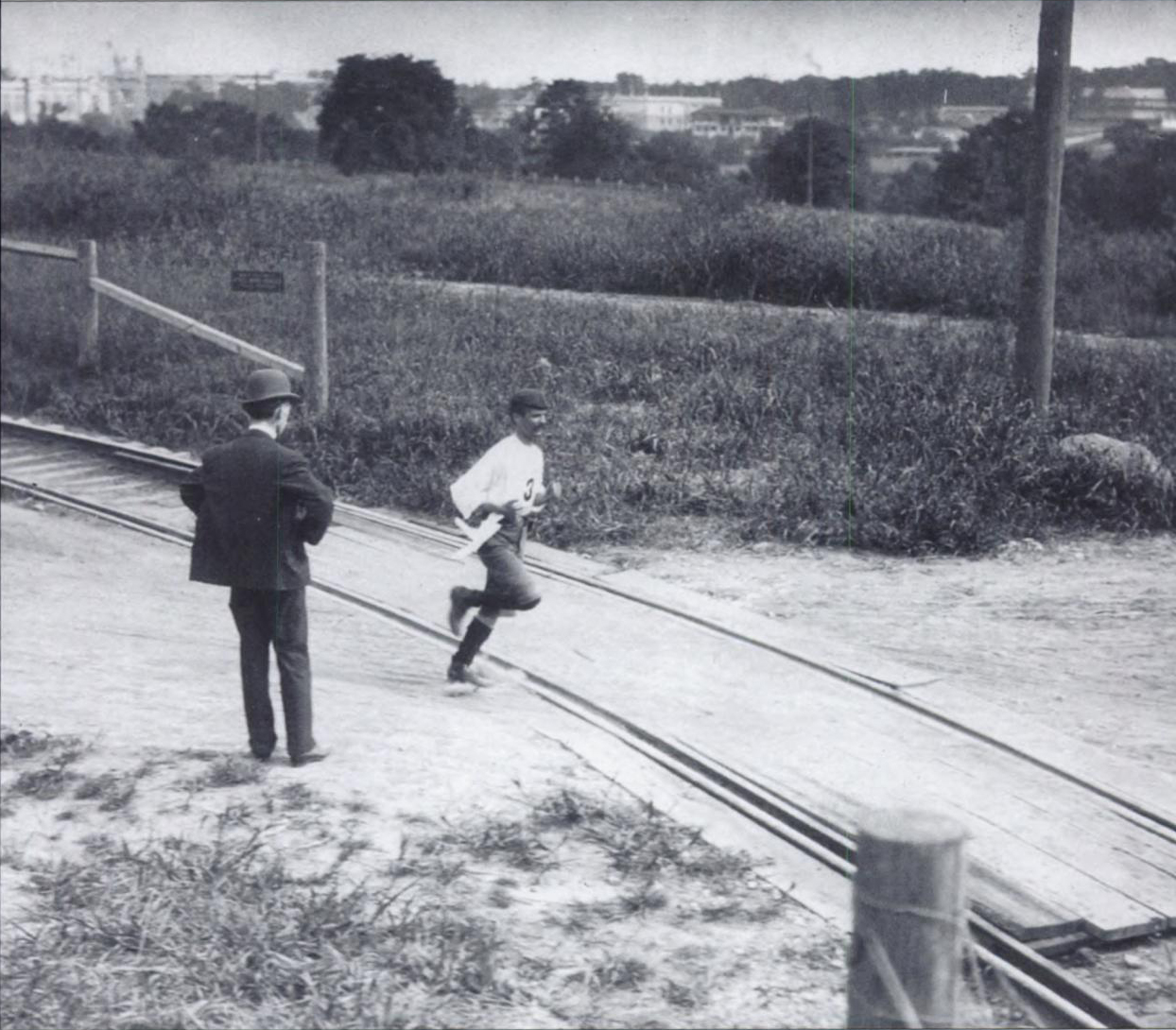
Czwarty zawodnik, który ukończył maraton Kubańczyk Félix Carvajal

III Letnie Igrzyska Olimpijskie (oficjalnie Igrzyska III Olimpiady) zostały rozegrane w amerykańskim mieście Saint Louis. Zostały otwarte 1 lipca, i trwały aż do 23 listopada. Wzięło w nich udział 12 reprezentacji. Patronem igrzysk był prezydent Stanów Zjednoczonych Theodore Roosevelt.
Igrzyska te były imprezą towarzyszącą wystawie światowej, zorganizowanej dla uczczenia setnej rocznicy zakupu przez Stany Zjednoczone terytorium Luizjany. Z tego też powodu Międzynarodowy Komitet Olimpijski zmienił pierwotnie planowane miejsce rozegrania olimpiady – Chicago. Połączenie dwóch wielkich wydarzeń obniżyło rangę igrzysk. W igrzyskach tych wzięło udział niewielu zawodników spoza kontynentu; odległe położenie Saint Louis i wzrost napięcia w Europie, wywołanego wojną rosyjsko-japońską, spowodowały, że wielu czołowych sportowców nie zdecydowało się na start.

## Wyniki
| - boks - gimnastyka - golf - kolarstwo - lacrosse - lekkoatletyka | - łucznictwo - piłka nożna - piłka wodna - pływanie - podnoszenie ciężarów - przeciąganie liny | - roque - skoki do wody - szermierka - tenis ziemny - wioślarstwo - zapasy |

### Dyscypliny pokazowe
- baseball
- koszykówka
- futbol amerykański
- futbol gaelicki
- hurling

## Państwa uczestniczące
| - Australia (3) - Austria (2) - Francja (1) - Grecja (14) | - Kanada (52) - Kuba (3) - Cesarstwo Niemieckie (17) - Kolonia Przylądkowa (8) | - Stany Zjednoczone (523) - Szwajcaria (1) - Wielka Brytania (3) - Węgry (4) |

Na igrzyskach w Saint Louis zadebiutowała Kolonia Przylądkowa. Niektóre źródła podają uczestników igrzysk z następujących państw:
- Włochy (1)[1]
- Norwegia (2)[2]
- Nowa Fundlandia (1)[3]

## Obiekty
| Obiekt                 | Dyscypliny sportowe | Pojemność | Źródło |
| ---------------------- | --- | --------- | ------ |
| Creve Coeur Lake       | wioślarstwo | ?         | [ 4 ]  |
| Francis Field          | łucznictwo, lekkoatletyka, kolarstwo, piłka nożna, gimnastyka, lacrosse, roque, tenis, przeciąganie liny, podnoszenie ciężarów, zapasy | 19 000    | [ 5 ]  |
| Francis Gymnasium      | boks, szermierka | ?         | [ 6 ]  |
| Forest Park            | skoki do wody, pływanie, piłka wodna                                                                                                   | ?         | [ 6 ]  |
| Glen Echo Country Club | golf | ?         | [ 7 ]  |

## Tabela medalowa igrzysk
| Klasyfikacja medalowa |                      |    |    |    |     |
| Lp.                   | Państwo              |    |    |    |     |
| 1                     | Stany Zjednoczone    | 76 | 78 | 77 | 231 |
| 2                     | Cesarstwo Niemieckie | 4  | 5  | 6  | 15  |
| 3                     | Kuba                 | 4  | 2  | 3  | 9   |
| 4                     | Kanada               | 4  | 1  | 1  | 6   |
| 5                     | Węgry                | 2  | 1  | 1  | 4   |
| 5                     | Drużyna mieszana     | 2  | 1  | 1  | 4   |
| 7                     | Norwegia             | 2  | 0  | 0  | 2   |
| 8                     | Cesarstwo Austrii    | 1  | 1  | 1  | 3   |
| 9                     | Wielka Brytania      | 1  | 1  | 0  | 2   |
| 10                    | Szwajcaria           | 1  | 0  | 2  | 3   |
| 11                    | Królestwo Grecji     | 1  | 0  | 1  | 2   |
| 12                    | Australia            | 0  | 3  | 1  | 4   |
| 13                    | Francja              | 0  | 1  | 0  | 1   |